# Himertosoma aciculatum
Himertosoma aciculatum là một loài tò vò trong họ Ichneumonidae.